# Hyangchal
Hyangchal (âm Hán Việt: hương trát) là một hệ thống chữ viết cổ xưa của Triều Tiên và được sử dụng để phiên âm tiếng Triều Tiên bằng hanja. Theo hệ thống hyangchal, người Triều Tiên có thể đọc chữ Hán dựa trên âm tiết kết hợp với ký tự. Phép hyangchal đúng ra là một biến thể của Idu.
Hyangchal xuất hiện lần đầu tiên trong bài tiểu sử của nhà sư Kyun Ye trong thời Cao Ly. Hyangchal sau phổ biến trong thi văn Triều Tiên để viết hyangga (hương ca). Tính đến nay còn lưu truyền 25 bài thơ theo thể này, tuy dùng chữ Hán nhưng cú pháp thì theo tiếng Triều Tiên, có đủ những tiếp đầu ngữ và tiếp vĩ ngữ để chỉ danh từ, động từ, tính từ, trạng từ, v.v. Hyangchal dùng đến cuối thời Cao Ly trong các tác phẩm thi ca bản ngữ.